# Almenara de Adaja
Pour les articles homonymes, voir Almenara.
Almenara de Adaja (appelé Almenara jusqu'en 1916) est une commune de la province de Valladolid dans la communauté autonome de Castille-et-León en Espagne.

## Sites et patrimoine
- Église Nuestra Señora de la Asunción
- Villa romaine de Almenara-Puras et musée des villas romaines

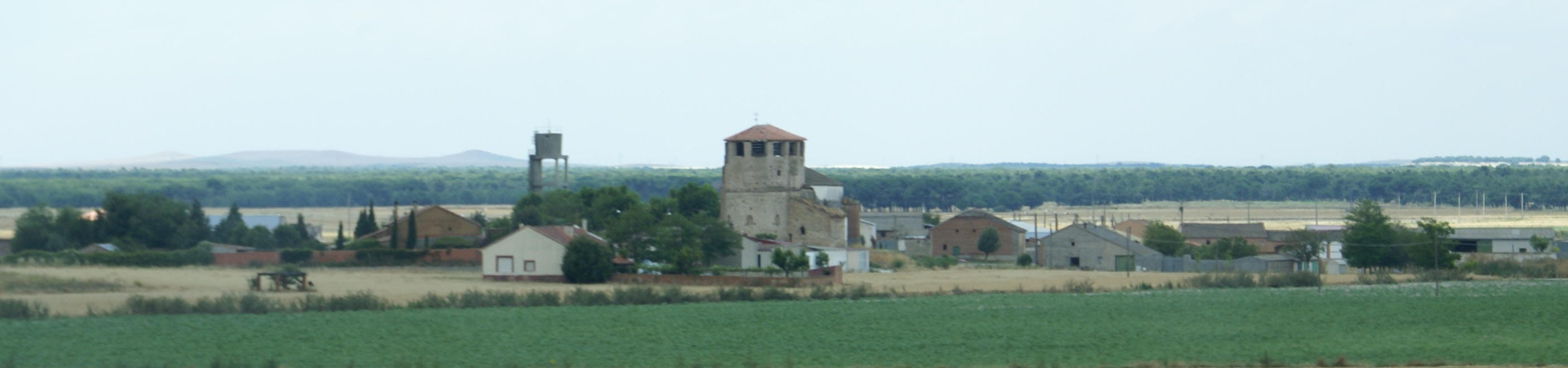
Vue du village d'Almenara de Adaja.